# 歐迪奇
猶提干（约380年 – 456年），原是一位君士坦丁堡的修士，他屬於亞歷山太派的主張者。
他主張耶穌基督道成肉身的過程，乃在「他結合之前具有神人二性，但在兩性結合之後的結果，只有一性的存在。」他等於拒絕承認基督與人類同質。他的結論就是「基督的人性就如同汪洋中的一滴葡萄酒，在汪洋中被吞滅消失。」歐迪奇的思想非常接近幻影說或是阿波利那流派的思想（否認基督的完全人性），他的主張引發的問題乃是「基督若無完全的人性，如何能做為人類的中保呢？」他的思想深獲狄奧斯庫若的支持，狄奧斯庫若以不正當手段舉行第二次以弗所會議，以暴力控制一切反對的聲音，教皇良一世怒稱為「強盜會議」。
最終在公元451年於迦克墩召開真正的基督教全體大會，重新宣告尼西亞信經為正統信仰，否定了歐迪奇和狄奧斯庫若的一性思想，確定了基督兩性同時並存且完全，這兩性「不會混亂、不會改變、不會分開、不會離散」，此信條也成為正統基督教會的主張。